# Kanton Liévin

Het kanton Liévain in het departement Pas-de-Calais

Liévin (Nederlands: Lieven) is een kanton van het Franse departement Pas-de-Calais. Het kanton maakt deel uit van het arrondissement Lens.

## Geschiedenis
Het kanton Liévain werd bij wet van 18 februari 1904 afgesplitst van het kanton Lens. Door het decreet van 10 januari 1962 werd het weer opgeheven toen de kantons Liévin-Nord en Liévin-Nord-Ouest werden gevormd.
Door het decreet van 24 februari 2014 werd het opnieuw gecreëerd vanaf 2015.

## Gemeenten
Het kanton Liévain omvat nu volgende gemeenten:
- Éleu-dit-Leauwette
- Givenchy-en-Gohelle
- Liévin (Lieven)(hoofdplaats)
- Vimy